# Cane all'opera
Cane all'opera (What's Opera, Doc?) è un film del 1957 diretto da Chuck Jones. È un cortometraggio d'animazione della serie Merrie Melodies, uscito negli Stati Uniti il 6 luglio 1957. Nel 1979 fu inserito integralmente nel film di montaggio Super Bunny in orbita!.
La trama vede Taddeo inseguire Bugs Bunny attraverso una parodia delle opere del compositore classico del XIX secolo Richard Wagner, in particolare L'anello del Nibelungo, L'olandese volante e Tannhäuser. Si ispira particolarmente alla seconda opera del "ciclo dell'anello" La Valchiria, intrecciata attorno alla tipica faida Bugs-Taddeo. La maggior parte dei dialoghi vengono eseguiti in recitativo. Il cortometraggio segna l'ultima apparizione di Taddeo in un cartone animato di Chuck Jones.
È generalmente considerato uno dei migliori cortometraggi d'animazione mai realizzati. Nel 1992 la Biblioteca del Congresso lo ritenne "culturalmente, storicamente o esteticamente significativo" e lo selezionò per la conservazione nel National Film Registry; fu il primo cortometraggio a cartoni animati a ricevere tale riconoscimento.

## Trama
Vestito come il semidio Sigfrido, Taddeo sta andando a caccia di conigli, e le tracce di Bugs lo conducono alla sua tana. Taddeo infila la lancia nel buco mentre canta ripetutamente "Uccidi il coniglio!" sulle note della Cavalcata delle Valchirie. Bugs sporge la testa da un altro buco e parla con Taddeo (che non lo riconosce) della sua lancia e del suo elmo magico. Taddeo decide di dimostrargli il potere dell'elmo, che può scatenare eventi atmosferici distruttivi. Bugs fugge spaventato e inizia l'inseguimento.
Taddeo si ferma alla vista della bellissima valchiria Brunilda (Bugs travestito). I due si scambiano tenerezze ed eseguono un breve balletto (basato sul balletto Venusberg nel Tannhäuser). La vera identità di Bugs viene scoperta quando il suo copricapo cade, facendo infuriare Taddeo. Bugs si toglie il travestimento e fugge, ma l'ira di Taddeo provoca una tempesta che fa a pezzi le montagne dove Bugs è fuggito. Dopo aver visto il corpo intatto ma apparentemente senza vita di Bugs mentre una goccia di pioggia si posa sopra di esso cadendo da un fiore, Taddeo si rammarica della sua ira e in lacrime porta il coniglio nel Valhalla. Bugs rompe brevemente la quarta parete e, alzata improvvisamente la testa, chiede al pubblico "Beh, cosa vi aspettavate in un'opera? Il lieto fine?" prima di tornare a fare il morto.

## Produzione
Michael Maltese scrisse la sceneggiatura e i testi delle canzoni, incluso il duetto "Return My Love". Alcuni elementi del cartone animato si ispiravano a precedenti cortometraggi della Warner Bros. Dodici anni prima, per il cartone animato antinazista Herr Meets Hare (1945) diretto da Friz Freleng, lo stesso Maltese aveva ideato una sequenza in cui Bugs si travestiva da valchiria e montava un grasso cavallo, avanzando sulle note del "coro dei pellegrini" di Tannhäuser.
Gli sfondi altamente stilizzati e l'intera combinazione di colori di Cane all'opera furono realizzati dal l'artista del layout Maurice Noble e, secondo quanto riferito, all'epoca erano così "audaci" che il design complessivo della produzione "mandò in agitazione lo studio". Noble in seguito osservò: "Pensavano che fossi pazzo quando ho messo quel rosso brillante su Taddeo con quei cieli viola". Secondo lui, alcuni dipendenti del reparto inchiostri e vernici della Warner presumevano che una serie di specifiche sui colori inviate loro fossero errori.
Le voci dei personaggi, sia per i dialoghi che per il canto, sono di Mel Blanc per Bugs Bunny e di Arthur Q. Bryan per Taddeo, fatta eccezione per l'urlo "Smog!" che fu invece doppiato da Blanc.
Cane all'opera richiese circa sei volte più lavoro rispetto a qualsiasi altro cortometraggio l'unità di Jones stesse producendo in quel periodo. Jones ammise di aver operato una riallocazione clandestina del tempo di produzione per completare il cortometraggio: ogni cartone animato doveva essere prodotto in cinque settimane, e l'unità modificò i cartellini in modo da poter completare un corto di Willy il Coyote e Beep Beep in tre settimane impiegando le altre due su Cane all'opera.
Durante il montaggio finale del cortometraggio, il montatore ed effettista sonoro Treg Brown dimenticò di aggiungere un effetto sonoro nella scena in cui Taddeo, mentre sta infilando la lancia nella tana, si blocca a testa in giù quando vede Bugs e le piastre della sua gonna si piegano sbattendo sulla corazza. L'errore continuò a infastidire Jones (notoriamente un perfezionista) fino alla sua morte.

## Distribuzione

### Edizione italiana
Il primo doppiaggio italiano del cortometraggio, realizzato all'inizio degli anni ottanta per la trasmissione televisiva, fu eseguito dalla Mops Film e diretto da Willy Moser. In questa edizione furono doppiate solo poche battute, poiché tutte le parti in recitativo vennero lasciate in inglese. Fu inoltre aggiunta una narrazione di Mirella Pace che chiama Taddeo col suo nome originale Elmer e talvolta traduce sommariamente le parti in inglese sovrapponendosi ad esse. Nel 1999, contestualmente al ridoppiaggio del film Super Bunny in orbita! in cui è incluso, il corto fu ridoppiato più correttamente dalla Time Out Cin.ca sotto la direzione di Massimo Giuliani su dialoghi di Raffaella Pepitoni.

### Edizioni home video

#### VHS
America del Nord
- A Salute to Chuck Jones (1985)
- Elmer Fudd's Comedy Capers (1986)
- Looney Tunes: The Collector's Edition - Musical Masterpieces (marzo 2000)

#### Laserdisc
- Looney Tunes: Curtain Calls - Classic Music and Show Business Cartoons (3 febbraio 1993)

#### DVD e Blu-ray Disc
Il corto fu pubblicato in DVD-Video in America del Nord nel quarto disco della raccolta Looney Tunes Golden Collection: Volume 2 (intitolato Looney Tunes All-Stars: On Stage and Screen) distribuita il 2 novembre 2004, dove è visibile anche con tre tracce audio alternative: un commento di Jerry Beck, la colonna musicale e la registrazione dei dialoghi; il DVD fu pubblicato in Italia il 16 marzo 2005 nella collana Looney Tunes Collection, col titolo All Stars: Volume 3. Fu poi inserito anche nel secondo disco della raccolta DVD Looney Tunes Spotlight Collection Volume 2, uscita in America del Nord il 2 novembre 2004. Il 12 ottobre 2010 fu inserito nel primo DVD della raccolta The Essential Bugs Bunny, pubblicato in Italia il 17 aprile 2013 col titolo Looney Tunes: Collezione Bugs Bunny. In seguito fu incluso (nuovamente con le tracce audio alternative) nel primo disco della raccolta Looney Tunes Platinum Collection: Volume One, uscita in America del Nord in Blu-ray Disc il 15 novembre 2011 e in DVD il 3 luglio 2012. In seguito è stato inserito anche nel primo DVD della raccolta 50 cartoons da collezione - Looney Tunes della collana Il meglio di Warner Bros., uscita in America del Nord il 25 giugno 2013 e in Italia il 5 dicembre, e nei DVD Looney Tunes Musical Masterpieces (uscito in America del Nord il 26 maggio 2015) e Looney Tunes Parodies Collection (uscito il 4 febbraio 2020). Fu infine incluso, nuovamente con le tracce audio alternative, nel secondo disco della raccolta BD Bugs Bunny 80th Anniversary Collection, uscita in America del Nord il 1º dicembre 2020.

## Accoglienza
Cane all'opera è generalmente considerato uno dei migliori cortometraggi d'animazione mai realizzati. Nel 1994 si classificò al 1º posto nel libro di Jerry Beck The 50 Greatest Cartoons; lo storico dell'animazione Steve Schneider, a proposito di tale classificazione, scrisse: "Il fatto che questo film leggendario sia un'opera di straordinaria bellezza, grande umorismo ed esecuzione magistrale non fa che rendere la scelta eminentemente ragionevole". Schneider inoltre aggiunse: "Fin dalle prime immagini [...] il film accumula pretese solo per falciarle. Gloriosamente esagerato, il film rivela che, in ultima analisi, stava solo preparando del foraggio per la satira. Riducendo l'Anello di Wagner a un sottotesto per un archetipico inseguimento di Bugs e Taddeo, Cane all'opera realizza un'abbagliante mescolanza di riverenza e ridicolo". Nel 2010 fu selezionato per l'inclusione nel libro The 100 Greatest Looney Tunes Cartoons; in tale occasione Michael Barrier affermò che il cartone animato "colma il divario enorme tra l'alta cultura, rappresentata dalle opere di Richard Wagner e dal balletto, e la cultura popolare, rappresentata dai Looney Tunes e da Fantasia della Disney (che il cartone animato ridicolizza senza pietà)".